# Selaginella microdendron
Selaginella microdendron är en mosslummerväxtart som beskrevs av Bak.. Selaginella microdendron ingår i släktet mosslumrar, och familjen mosslummerväxter. Inga underarter finns listade i Catalogue of Life.